# 七里駅
七里駅（ななさとえき）は、埼玉県さいたま市見沼区大字風渡野にある、東武鉄道野田線（東武アーバンパークライン）の駅である。駅番号はTD 05。

## 歴史
- 1929年（昭和4年）
  - 11月17日：北総鉄道野田線粕壁駅（現・春日部駅） - 大宮（仮）駅間開通時に開設[1][2]。駅名は当時の所在地である七里村による[3]。
  - 11月22日：北総鉄道が総武鉄道へ社名変更[2]。
- 1944年（昭和19年）3月1日：陸上交通事業調整法に基づき、東武鉄道が総武鉄道を吸収合併、同社野田線の駅となる。
- 1955年（昭和30年）1月1日：指扇村・馬宮村・植水村・片柳村・七里村・春岡村が大宮市へ編入合併、所在地が大宮市となる。
- 1988年（昭和63年）：1番線（大宮方面）大宮寄りホームスペース拡張工事実施。跨線橋の階段にエスカレーター新設。当時はまだエスカレーターなどのバリアフリー設備は新設途上であり、野田線全体でも未設置駅が多かった中、当駅はかなり早い時期に設置された。
- 1994年（平成6年）：自動改札機導入。
- 2001年（平成13年）5月1日：浦和市・大宮市・与野市が合併、所在地がさいたま市となる。
- 2003年（平成15年）4月1日：さいたま市が政令指定都市へ移行、所在地がさいたま市見沼区となる。
- 2007年（平成19年）：PASMO導入に伴い、ICカードチャージ機新設、自動改札機をPASMO対応機へ更新。[要出典]
- 2008年（平成20年）4月1日：発車メロディ導入。
- 2009年（平成21年）
  - 駅舎リニューアル工事実施。多機能トイレ・スロープおよび跨線橋部へのエレベーター新設、駅構内案内板のピクトグラムを用いたデザインへの一新などが実施された。[要出典]
  - 12月1日：駅業務を東武ステーションサービスへ委託。
- 2021年（令和3年）12月4日：橋上駅舎化工事に伴い、仮駅舎・仮跨線橋使用開始[4][注釈 1]。同時に旧駅舎閉鎖。
- 2024年（令和6年）
  - 2月10日：新駅舎使用開始[6]。但し、北口には仮囲いが設置され使用出来ず、南口のみ利用となる[6]。同時に仮駅舎閉鎖。
  - 3月31日：北口使用開始[7]。

## 駅構造

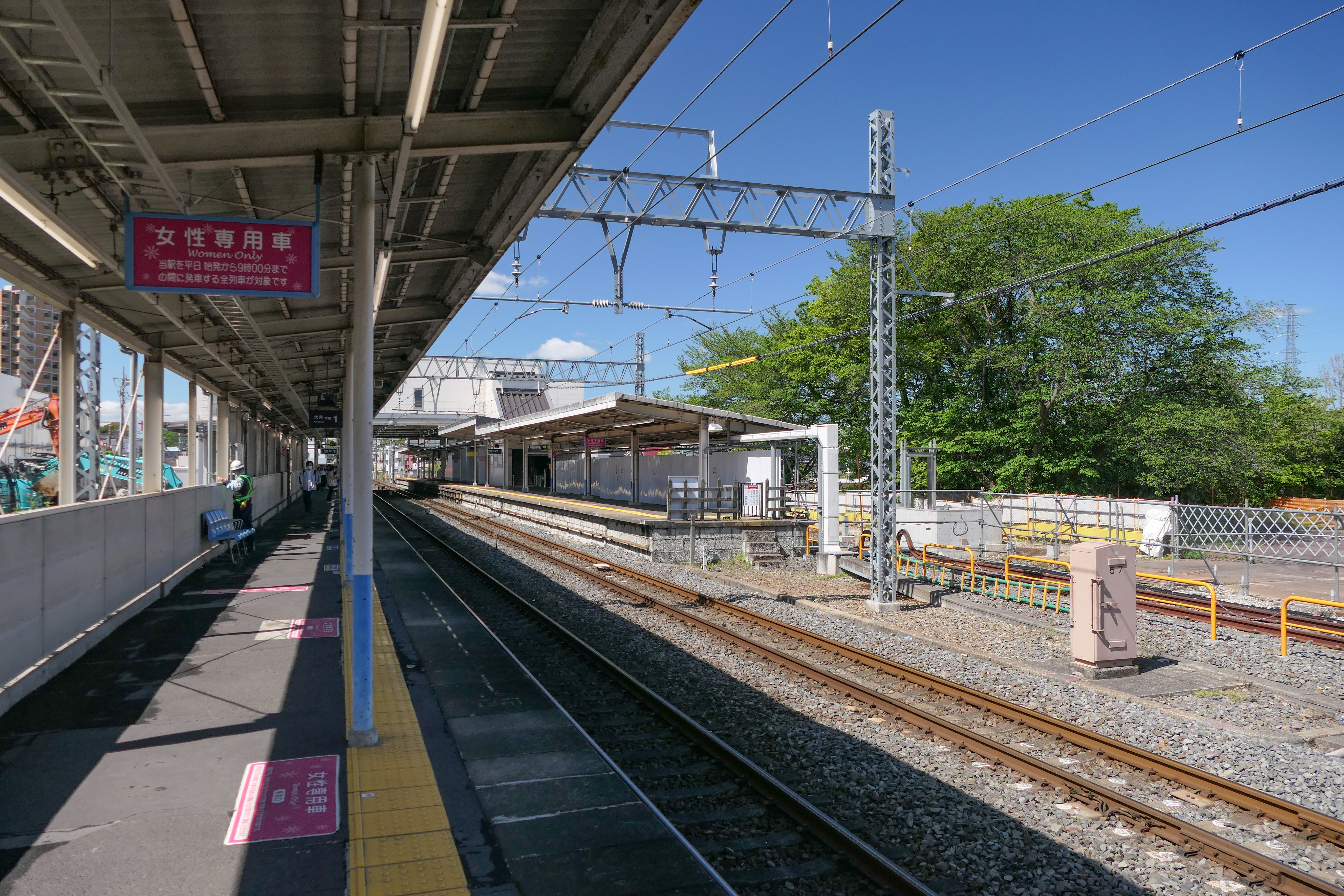
ホーム（2024年4月）

相対式ホーム2面2線を有する地上駅。橋上駅舎を備える。自動券売機・自動改札機・エスカレーター・エレベーターが設置されている。駅業務は東武ステーションサービスに委託している。旧駅舎は大宮方面ホーム側（南側）にあり、船橋方面ホームとは跨線橋で連絡していた。

### のりば
| 番線 | 路線                     | 方向 | 行先     |
| ---- | ------------------------ | ---- | -------- |
| 1    | 東武アーバンパークライン | 上り | 大宮方面 |
| 2    | 東武アーバンパークライン | 下り | 柏方面   |

### 七里駅南北自由通路
駅舎改修事業に伴い整備された南北自由通路は、さいたま市の都市計画道路「七里駅南北自由通路（ななさとえきなんぼくじゆうつうろ）」である。2020年（令和2年）5月1日に都市計画決定され、橋上駅舎の一部として建設が進められた。2024年（令和6年）2月10日の新駅舎使用開始に伴い、起点側である北口側の階段部分を除く形で暫定供用され、同年3月31日に北口側の階段部分が使用開始されたことに伴い、全面開通した。
延長は100 m、幅員は4.6 mで、種別は特殊街路とされている。

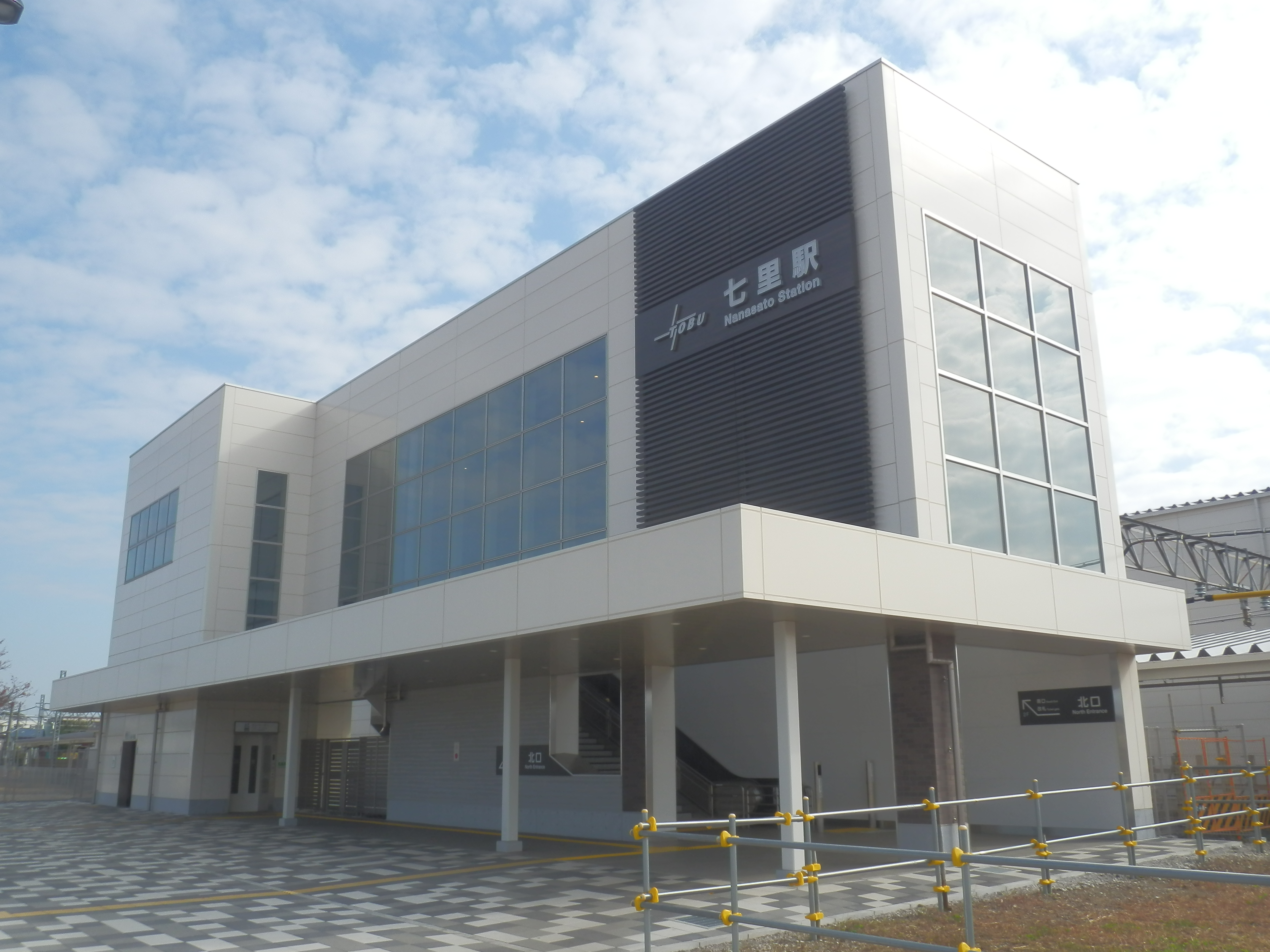
北口（2024年11月）
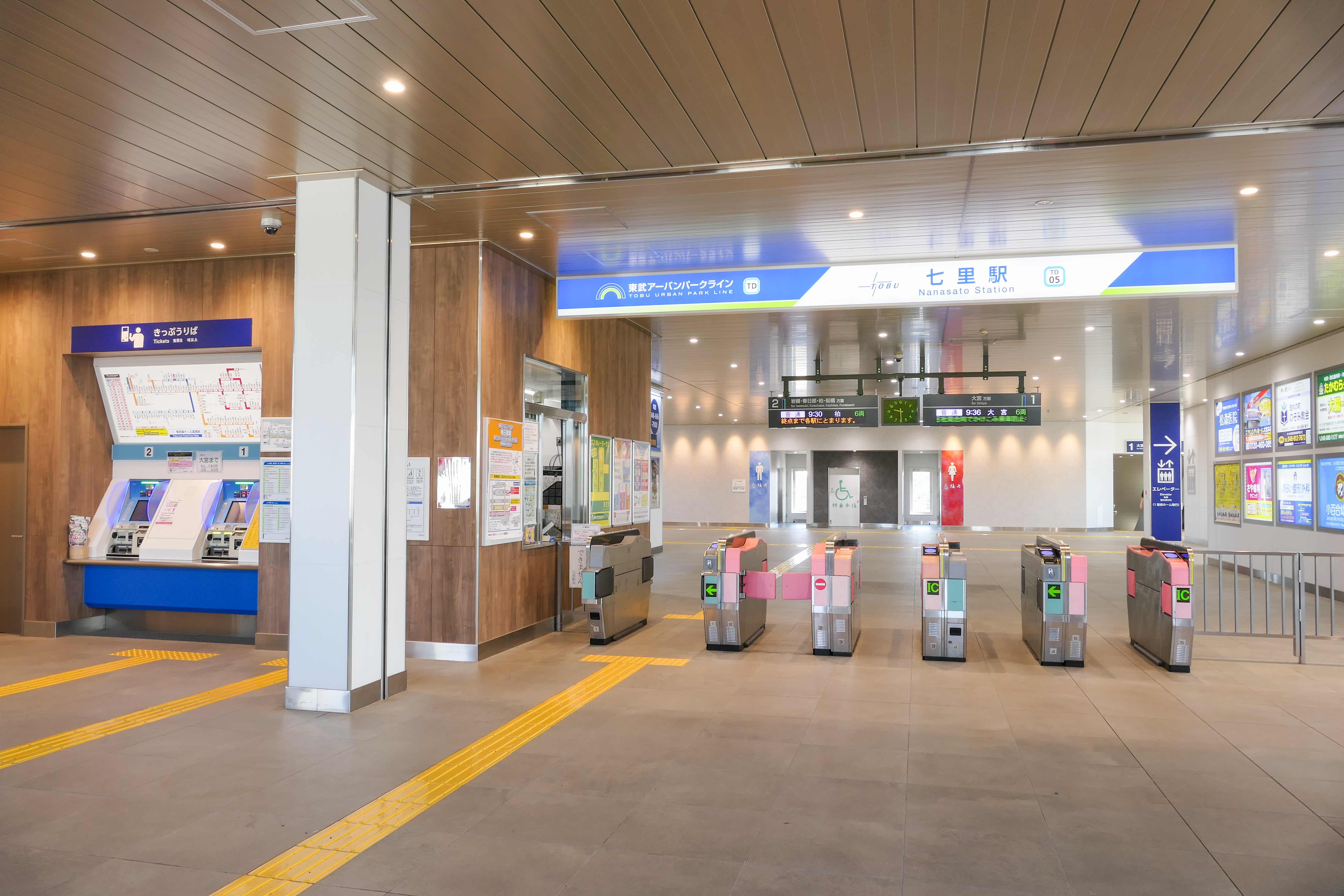
改札口（2024年4月）
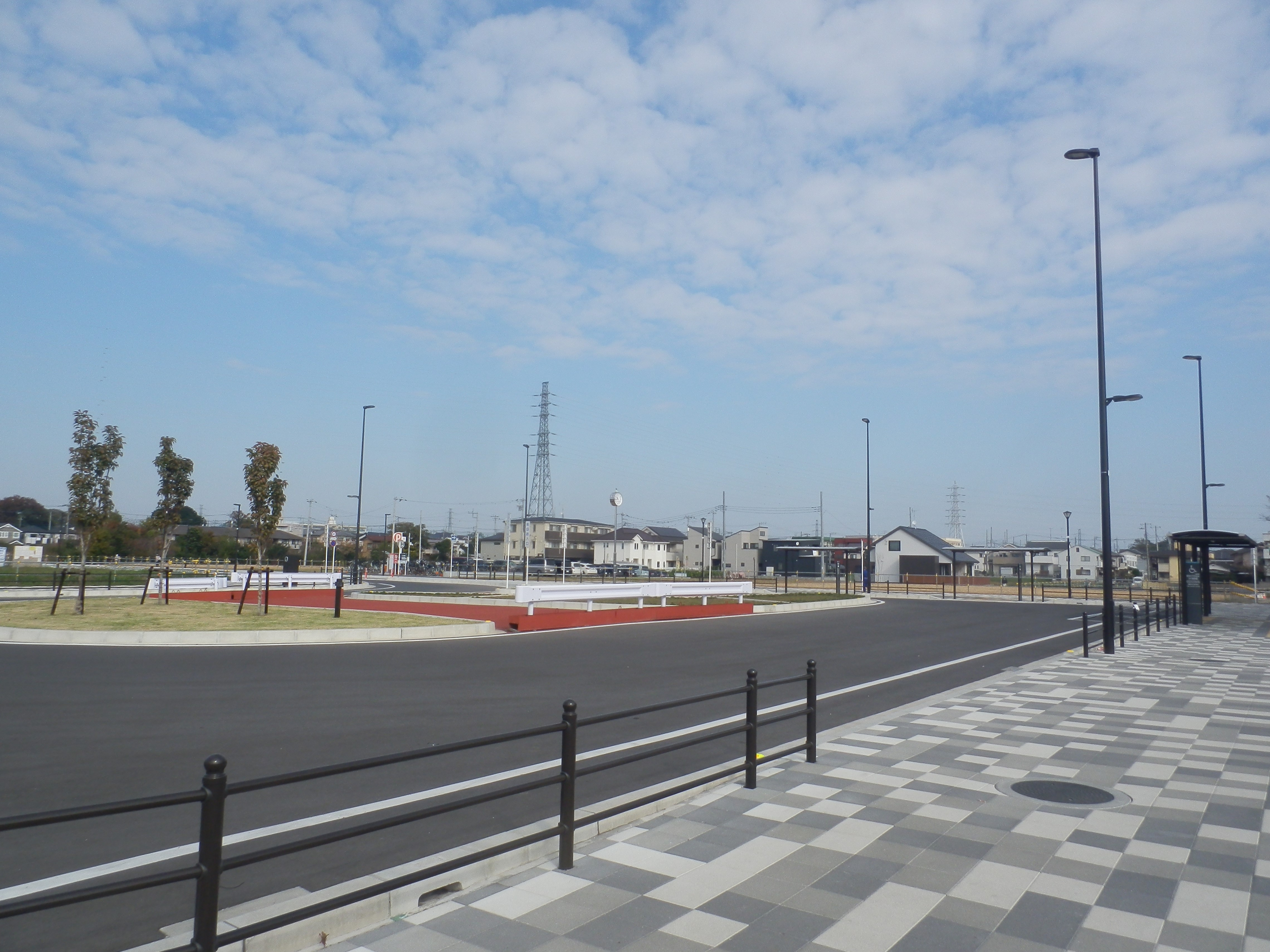
北口駅前広場（2024年11月）
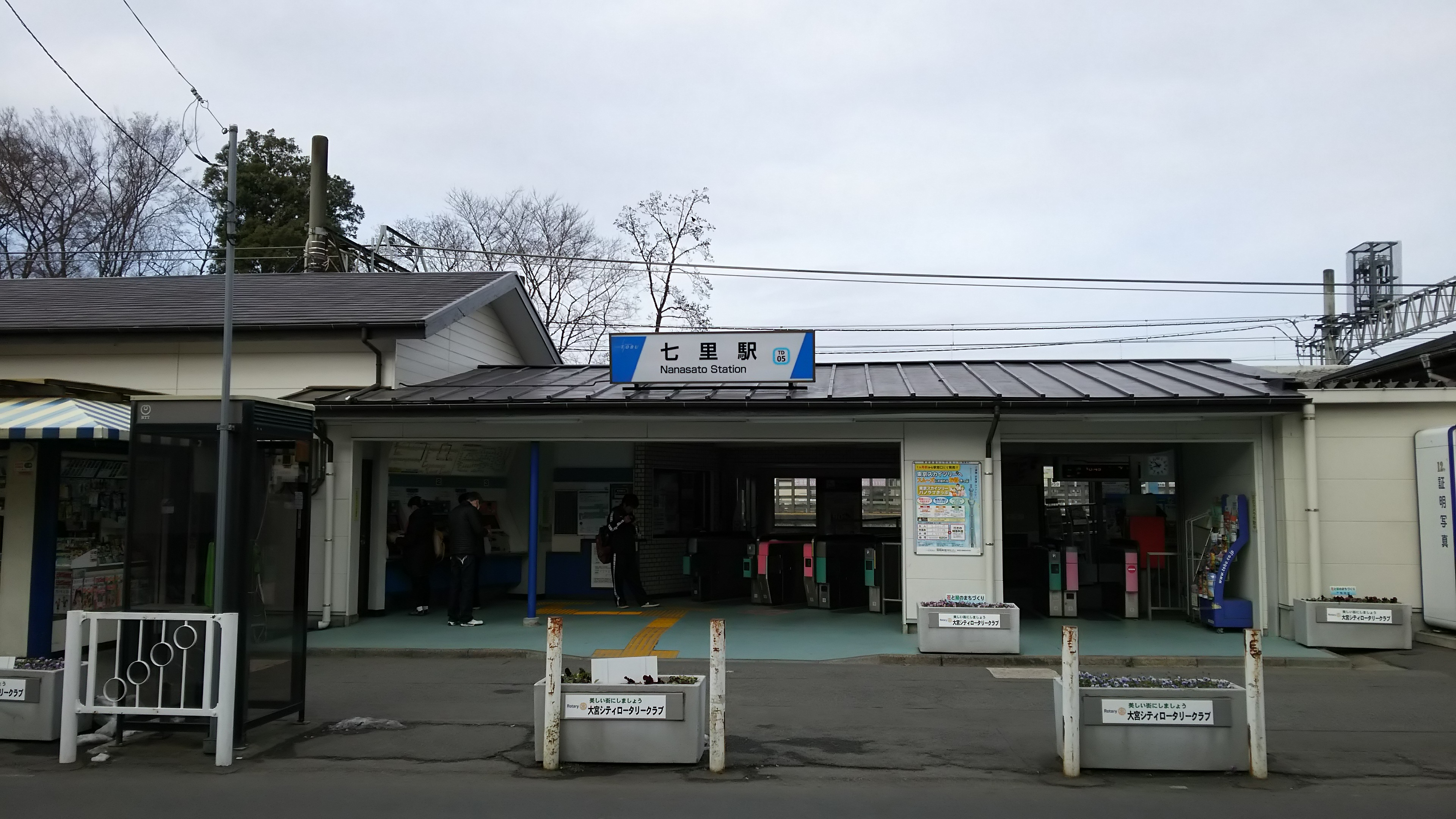
旧駅舎（2016年1月）

## 利用状況
2024年度（令和6年度）の1日平均乗降人員は18,353人である。
近年の1日平均乗降・乗車人員の推移は以下の通り。
| 年度               | 1日平均 乗降人員 | 1日平均 乗車人員 | 出典       |
| ------------------ | ---------------- | ---------------- | ---------- |
| 1987年（昭和62年） |                  | 10,617           |            |
| 1988年（昭和63年） |                  | 10,995           |            |
| 1989年（平成元年） |                  | 11,167           |            |
| 1990年（平成02年） |                  | 11,598           |            |
| 1991年（平成03年） |                  | 11,907           |            |
| 1992年（平成04年） |                  | 11,937           |            |
| 1993年（平成05年） |                  | 11,919           |            |
| 1994年（平成06年） |                  | 11,880           |            |
| 1995年（平成07年） |                  | 12,043           |            |
| 1996年（平成08年） |                  | 12,009           |            |
| 1997年（平成09年） | 23,091           | 11,703           |            |
| 1998年（平成10年） | 22,215           | 11,260           |            |
| 1999年（平成11年） | 21,843           | 11,081           |            |
| 2000年（平成12年） | 21,892           | 11,096           |            |
| 2001年（平成13年） | 21,652           | 10,903           |            |
| 2002年（平成14年） | 21,027           | 10,592           |            |
| 2003年（平成15年） | 20,672           | 10,413           |            |
| 2004年（平成16年） | 20,287           | 10,203           |            |
| 2005年（平成17年） | 20,476           | 10,274           |            |
| 2006年（平成18年） | 20,471           | 10,280           |            |
| 2007年（平成19年） | 20,868           |                  |            |
| 2008年（平成20年） | 20,859           |                  |            |
| 2009年（平成21年） | 20,495           |                  |            |
| 2010年（平成22年） | 20,346           |                  |            |
| 2011年（平成23年） | 20,179           |                  |            |
| 2012年（平成24年） | 20,610           |                  |            |
| 2013年（平成25年） | 20,818           |                  |            |
| 2014年（平成26年） | 20,399           |                  |            |
| 2015年（平成27年） | 20,711           |                  |            |
| 2016年（平成28年） | 20,646           |                  |            |
| 2017年（平成29年） | 20,556           |                  |            |
| 2018年（平成30年） | 20,547           |                  |            |
| 2019年（令和元年） | 20,392           |                  |            |
| 2020年（令和02年） | 15,644           |                  | [ 東武 3 ] |
| 2021年（令和03年） | 16,326           | 8,209            | [ 東武 4 ] |
| 2022年（令和04年） | 17,229           | 8,664            | [ 東武 5 ] |
| 2023年（令和05年） | 17,728           | 8,909            | [ 東武 6 ] |
| 2024年（令和06年） | 18,353           | 9,224            | [ 東武 1 ] |

## 駅周辺
駅南側は駅前にタクシーや病院への送迎バスのりばがあるが、路線バス停留所は駅からやや離れた道路上にある。周辺は住宅地が広がり、道路沿いに店舗も多いが、駅からやや離れると農地も見られる。近年は宅地開発が盛んに行われている。
駅北側は長らく一面雑木林であったが、さいたま市土地区画整理事業に伴いすべて伐採され、道路整備や宅地の造成が進められている。
- 大宮武道館
- さいたま市見沼区役所
- さいたま市職員研修センター
  - さいたま市立大宮東図書館を併設
- さいたま市立蓮沼小学校
- さいたま市立春里中学校
- 大宮風渡野郵便局
- 埼玉縣信用金庫七里支店
- 埼玉りそな銀行七里支店
- 埼玉県道2号さいたま春日部線
- 埼玉県道105号さいたま鳩ヶ谷線
- 埼玉県道322号東門前蓮田線
- 国際興業バス「七里駅入口」停留所
- 見沼区コミュニティバス「七里駅西」停留所

## 隣の駅
東武鉄道
 東武アーバンパークライン
■急行・■区間急行
通過
■普通
大和田駅 (TD 04) - 七里駅 (TD 05) - 岩槻駅 (TD 06)
1931年（昭和6年）から1950年（昭和25年）まで、七里駅 - 岩槻駅間に「加倉駅」が存在した。
この区間は野田線の中でも比較的駅間距離が長いため、加倉駅復活の要望があった。大宮市時代には都市計画に新駅「宮ヶ谷塔駅（仮称）」設置の構想があった。これは当時の大宮市が主体となって行われた計画であるため、駅の位置は加倉駅のあった現在の岩槻区加倉地区よりやや西の、見沼区宮ヶ谷塔付近である。